# Federico Millacet
Federico Millacet, vollständiger Name Federico Damián Millacet Echevarría, (* 21. Juli 1991 in Montevideo) ist ein uruguayischer Fußballspieler.

## Karriere
Der 1,75 Meter große Offensivakteur Millacet stand zu Beginn seiner Karriere in der Saison 2012/13 im Kader des seinerzeitigen Erstligisten Club Atlético Progreso. In jener Spielzeit lief er 17-mal (kein Tor) in der Primera División auf. Am Saisonende stieg er mit der Mannschaft in die Segunda División ab. Dort bestritt er in der Saison 2013/14 19 Ligaspiele und schoss vier Tore. Zur Apertura 2014 schloss er sich dem Erstligisten Juventud an. In der Spielzeit 2014/15 wurde er 16-mal (ein Tor) in der höchsten uruguayischen Spielklasse eingesetzt. Im Juli 2015 wechselte er zum Ligakonkurrenten Sud América, für den er in der Spielzeit 2015/16 in 18 Erstligaspielen (kein Tor) auflief. Während der Saison 2016 und in der Saison 2017 bis zum Abschluss des Torneo Intermedio kam er jeweils 13-mal (kein Tor) in der Liga zum Einsatz. Ende Juli 2017 schloss er sich wieder dem Club Atlético Progreso an.